# Codex Regius (Neues Testament)
Der Codex Regius (Gregory-Aland no. Le oder 019; von Soden ε 56) ist eine griechische Handschrift des Neuen Testaments, die auf das 8. Jahrhundert datiert wird. Die Handschrift ist nicht vollständig.

## Beschreibung
Sie besteht aus den vier Evangelien auf 257 Pergamentblättern, allerdings fehlen dem Codex einige Teile der Evangelien (Matt 4,22–5,14; 28,17–20; Markus 10,16–30; 15,2–20; Johannes 21,15–25). Das Pergament ist grob und dick. Das Format ist 23,5 cm × 17 cm, der Text steht in 2 Spalten zu 25 Zeilen. Die großen Unzialbuchstaben haben Akzente sowie Spiritus asper und lenis.
Der Codex wird in der Bibliothèque nationale de France (Gr. 62) in Paris verwahrt.

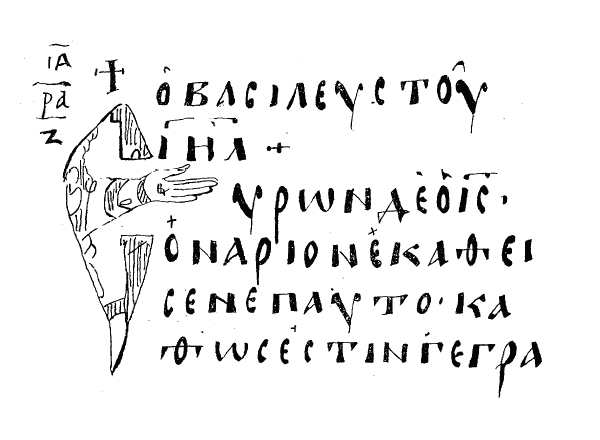
Johannes 12,13–14 (facsimile)

## Text
Der griechische Text des Codex repräsentiert den alexandrinischen Texttyp und wird der Kategorie II zugeordnet.
Die Perikope Johannes 7,53–8,11 fehlt.